# Deka Entoles
Deka Entoles, ett av Despina Vandis första album. Albumet släpptes i östra Europa 1997.

## Låtlista
1. Tis Kardias Mou Giatreia
2. Koitaxe Me
3. Nihtolouloudo Mou
4. O Perittos
5. Outopia
6. Ereipio
7. To Allo Miso
8. Ena Ki Ena Kanoun Dio
9. Thelo Na Se Xehaso
10. Deka Entoles
11. Prospatho
12. Metaniono
13. Den Ise Edo